# Корбетт, Майкл
Майкл Корбетт (англ. Michael Corbett; 1955, Нью-Йорк , Нью-Йорк — 24 июня 2019, Денвер, Колорадо) — американский серийный убийца. В июне-июле 1975 года во время прохождения военной службы на военной базе Форт-Карсон совместно с сообщниками  совершил ряд ограблений и убийств в городе Колорадо-Спрингс. Суд признал его виновным и в 1976 году приговорил к смертной казни, которая впоследствии была заменена на пожизненное лишение свободы с правом условно-досрочного освобождения.

## Ранние годы
Майкл Корбетт родился в 1955 году в Нью-Йорке. Детство и юношеские годы провёл в социально-неблагополучном районе Гарлем. Рос в уличных условиях, неоднократно подвергался аресту, отличался деструктивным поведением и способностью легко впадать в состояние аффекта. Из-за постоянных прогулов и неуспеваемости рано бросил школу.
В начале 1970-х Майкл Корбетт завербовался в армию США, которая в то время продолжала вести войну во Вьетнаме. В 1974 году Корбетт был направлен для прохождения службы в штат Колорадо, на военную базу «Форт-Карсон». Во время прохождения службы у Корбетта были выявлены признаки социальной депривации, он неоднократно подвергался дисциплинарным взысканиям за нарушения режима, злоупотреблял неуставными взаимоотношениями. В одном из случаев Корбетт нанес сослуживцу серьезные ранения, сбив его танком.

## Серия убийств
К 1975 году на военной базе Форт-Карсон среди солдат, принимавших участие на войне во Вьетнаме, возникло несколько преступных банд, которые совершали ограбления в Колорадо-Спрингс с целью удовлетворить материальные потребности. Майкл Корбетт стал инициатором нескольких ограблений и непосредственным исполнителем убийств. Всего в течение летних месяцев 1975 года было зафиксировано 5 убийств и 9 вооружённых ограблений. Среди членов его банды были его сослуживцы по Форт-Карсон Ларри Данн, Эрик Макклеод и 18-летний Фредди Ли Глен, который не был военнообязанным, но был трудоустроен также на военной базе Форт-Карсон. Корбетт и члены его банды были арестованы 31 августа 1975 года после убийства 18-летней Карен Граммер, сестры знаменитого актера Келси Граммера.
После задержания Ларри Данн пошёл на сделку с правосудием и в обмен на иммунитет от судебного преследования дал показания против Корбетта и других соучастников преступлений. Так по свидетельству Данна — Майкл Корбетт 19 июня 1975 года ограбил и убил работника отеля 29-летнего Дэниела Ван Лона, в этом преступлении ему помог Фредди Гленн. Добычей преступников стали всего лишь 50 центов. Погибший Ван Лон был ветераном войны во Вьетнаме. Через 8 дней Корбетт совершил еще одно убийство, зарезав в парке 19-летнего Уинфреда Проффитта, заманив его туда якобы с целью продажи марихуаны.
Проффитт, как и Корбетт, был рядовым армии США и проходил службу на базе Форт-Карсон, где служил сам Корбетт и Ларри Данн. В этом убийстве согласно показаниям Данна, Корбетту также ассистировал Фредди Гленн. Последним известным Данну убийством было убийство 21-летнего Уинслоу Уотсона, которого Майкл Корбетт застрелил 25 июля 1975 года вместе с Гленном, водительское удостоверение Уотсона было впоследствии найдено в апартаментах, которые снимал Фредди Гленн. По свидетельству Данна, в убийстве Карен Граммер — Корбетт участия не принимал. Граммер после похищения привезли в апартаменты, где жили преступники, после чего она была изнасилована. Поздно вечером 1 июля девушку вывезли на пустырь возле трейлерного парка, недалеко от которого Фредди Гленн перерезал ей горло и оставил умирать на дороге .. В этом преступлении помимо Данна и Гленна принимал участие ещё один сообщник Эрик Макклеод. По свидетельству Макклеода и Данна, убийство Фредди Гленн совершил, находясь в наркотическом опьянении, незадолго перед этим приняв дозу ЛСД.

## Суд
Судебные процессы над Майклом Корбеттом и Фредди Гленном проходили раздельно. В обоих случаях основным свидетелем обвинения выступил Ларри Данн. Майкл Корбетт был обвинён в убийстве 3 человек и совершении ряда ограблений. Фредди Гленн был обвинён в убийстве Карен Граммер и соучастии ещё в двух убийствах. Эрик Маклеод был обвинен в изнасиловании и соучастии в убийстве Граммер. Фредди Гленн всячески отстаивал свою невиновность во всех инкриминируемых ему убийствах, настаивая на том, что его участие во всех ограблениях и убийствах сводилось только к роли водителя автомобиля, на котором передвигались преступники.
Тем не менее Майкл Корбетт на основе ряда улик и свидетельских показаний 12 марта 1976 года был приговорен к пожизненному лишению свободы за убийство Дэниела Ван Лона. Через полтора месяца — 26 апреля 1976 года Корбетт был признан виновным в убийстве Проффитта и был приговорён к смертной казни. Фредди Ли Гленн также был приговорён к смертной казни 7 мая 1976 года. Прямых улик против Гленна не существовало и он был осуждён только на основании свидетельских показаний, которые против него дал Ларри Данн.
Впоследствии Гленн утверждал, что обвинение в убийстве Граммер были выдвинуто только за отказ в сотрудничестве со следствием и дачи показаний против Майкла Корбетта. Эрик Макклеод, так же, как и Ларри Данн, совершил сделку с правосудием, он дал показания против Фредди Гленна, признал свою вину в изнасиловании Карен Граммер и соучастие в её убийстве и получил в качестве наказания 11 лет лишения свободы. Ларри Данну обвинений предъявлено не было.

## В заключении
После ряда постановлений Верховного суда США, которые подвергли сомнению применение смертной казни в некоторых штатах, штат Колорадо в 1978 году заменил смертный приговор Корбетту и Гленну на пожизненное лишение свободы с правом условно-досрочного освобождения.. Майкл Корбетт провёл в камере смертников 923 дня в ожидании исполнения приговора. Первые годы заключения Корбетт настаивал на своей невиновности и регулярно подавал апелляции. Первую апелляцию он подал сразу после вынесения приговора в 1976 году, апеллируя на том факте, что во время его ареста были нарушены его конституционные права, но апелляция была отклонена.
В 1981 году Корбетт принял ислам и официально изменил свое имя на Хасани Чайнангва. В 1985 году снова подал апелляцию, которая снова была отклонена. Под влиянием новообретённой религии в 1990-х годах Корбетт изменил своё мировоззрение. В 1996 году Корбетту было разрешено впервые подать запрос на условно-досрочное освобождение. Начиная с 1996 года Корбетт более не отрицал свою вину в совершённых преступлениях и выражал раскаяние. В 2002 году он женился, при содействии своей жены Корбетт в последующие годы заключения принял участие во многих реабилитационных программах, посвящённых подготовке возвращения осуждённых в общество и дальнейшей социальной адаптации их на свободе.
За несколько десятилетий заключения Корбетт заслужил репутацию примерного заключённого и положительные характеристики. В 2010 году Корбетт в четвёртый раз подал ходатайство на условно-досрочное освобождение, но ему было отказано из-за тяжести совершённых им преступлений и протеста родственников жертв. В апреле 2014 года Майкл Корбетт в очередной раз чистосердечно признался в том, что является непосредственным исполнителем убийств Уинфреда Проффитта, Дэниела Ван Лона и других, и заявил, что Фредди Гленн никакого участия в них не принимал. К этому времени Корбетт находился уже в тяжёлом состоянии и страдал от печёночной недостаточности. Заявление о невиновности Гленна Корбетт сделал для того, чтобы помочь Фредди Гленну добиться условно-досрочного освобождения в 2017 году.

## Смерть
В середине 2010-х у Корбетта начались проблемы со здоровьем. У него была диагностирована почечная недостаточность, после чего ему было рекомендовано проводить диализ почек, в связи с чем он в конце 2010-х он был этапирован в тюремный госпиталь в городе Денвер, где умер 24 июня 2019 года из-за осложнений, проведя в заключении 44 года.